# Mathilde d'Auvergne
Pour les articles homonymes, voir Mathilde de Boulogne (homonymie).
Mathilde ou Mahaut d'Auvergne ou de Boulogne, morte le 24 octobre 1399, est une dame noble issue de la famille d'Auvergne qui fut comtesse de Genève par son mariage. 

## Biographie

### Origine
Mathilde d'Auvergne est la fille de Robert VII, comte d'Auvergne et comte de Boulogne (1314-1325), et de sa seconde femme Marie de Flandre-Dampierre-Termonde,,,, vicomtesse de Châteaudun en partie, fille de Guillaume Ier de Termonde.

### Comtesse de Genève
En 1334, elle épouse le comte Amédée III de Genève, fils de l'ancien comte de Genève, Guillaume III (v.1280-1320), et d'Agnès, fille du comte de Savoie Amédée V,. En effet, Amédée est mineur à la mort de son père et est placé sous tutelle de sa grand-mère, Agnès de Chalon, et de sa mère, Agnès de Savoie, jusqu'à sa majorité en avril 1325.

### Comtesse douairière
Lorsque le dernier de ses fils, Robert alors pape, hérite du comté, il laisse le gouvernement à sa mère. Il organise son héritage en désignant son neveu, Humbert de Villars, fils de sa sœur aînée Marie, comme successeur des droits et biens du comté de Genève. Lorsque Robert meurt en 1394, le jeune comte, à peine entré en fonction, voit son titre contesté par la comtesse douairière ainsi que ses tantes, Blanche, Jeanne et Catherine,. Un procès s'ouvre en 1395. La comtesse douairière réclame l'usufruit sur les États avec la propriété des châteaux de Gruffy et de Thônes (Seigneurie de la Val des Clets). Ses deux filles héritent également de places fortes.
Mahaut d'Auvergne fait son testament, au château de Rumilly, le 28 août 1396,. Elle meurt le 24 octobre 1399, ainsi que l'indique une annotation commémorative ajoutée, à la date du 24 octobre, dans le calendrier d'un livre d'heures ayant sans doute appartenu à un membre de sa famille et aujourd'hui conservé à la Bayerische Staatsbibliothek de Munich (cote : Codex latinus monachensis [Clm] 10096) : « L’an m.ccc.lxxxxviiii a tel jour trespassa Mahut de Bollone contesse de Geneve »,.
Ses deux filles survivantes, Blanche et Catherine, sont désignées comme héritières de ses bien et droits, le titre de comtesse de Genève sera portée par Blanche.

## Famille
Le couple comtal a dix enfants, cinq garçons et cinq filles :  
- Aymon († 1367), succédant à leur père, dont deux bâtards ;
- Amédée († 1368), succédant à son frère ;
- Jean († 1370), succédant à son frère ;
- Pierre († 1393), succédant à son frère. ∞ (1374) Marguerite de Joinville (1354 † 1418), comtesse de Vaudémont, veuve de Jean de Bourgogne, sans enfant ;
- Robert (né vers 1342-† 1394), antipape sous le nom de Clément VII), et succédant à son frère à partir de 1393 ;
- Marie, promise au prince Philippe de Savoie-Achaïe, ∞ (1, 1361) Jean II de Chalon-Arlay († 1362)[4], ∞ (2, 1368), Humbert VII de Thoire[4].
- Blanche, dame de Frontenay, ∞ (1363) Hugues II de Chalon-Arlay, vicomte de Besançon, sire d'Arlay et de Nozeroy (1362-1388 ; fils de Jean II de Chalon-Arlay !), vicaire impérial (1364-1392), ils n'ont pas d'enfant[4].
Hugues II de Chalon-Arlay est par ailleurs le beau-fils de Marie de Genève, puisqu'il est le fils issu du premier lit de Jean II de Chalon-Arlay[4].
- Jeanne, ∞ (1358) Raymond V des Baux, prince d'Orange[4], d'où Marie des Baux-Orange qui épouse Jean III de Chalon-Arlay, petit-fils de Jean II Chalon-Arlay.
- Yolande, ∞ (1360) Aymeri VI, vicomte de Narbonne[4].
- Catherine, ∞ (1380) Amédée de Savoie-Achaïe, prince d'Achaïe[4].